# 大和丸なす

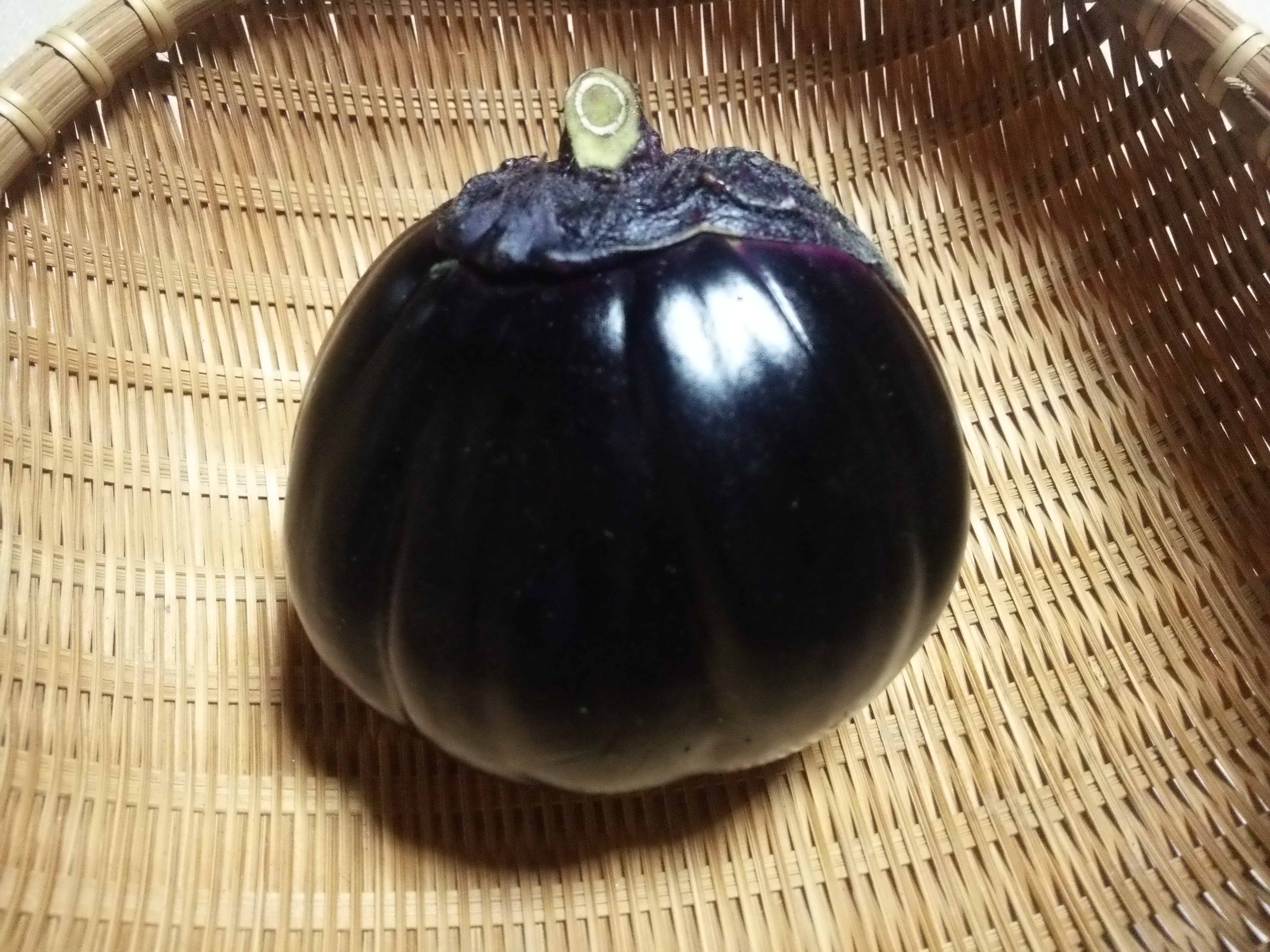
大和の伝統野菜「大和丸なす」

大和丸なす（やまとまるなす）は、ナス科の果菜で、奈良県在来のナスの品種である。県内で古くから栽培され、親しまれてきた伝統野菜の一つとして、奈良県により「大和野菜」に認定されている。

## 歴史
平城京の長屋王邸宅跡から出土した木簡に『進物　加須津毛瓜　加須津韓奈須比』との記述があり、高位の者への進物にナスの粕漬けが使われていたことが判明した。また、正倉院文書には「天平六年（734年）茄子十一斛、直一貫三百五十六文」をはじめとして多数の「茄子」の記述がみられる。これらのことから、奈良時代にはすでにナスの栽培が行われていたことがわかる。
宇陀松山（現奈良県宇陀市）の本草学者、森野藤助（1690年-1767年）が、晩年に写生した薬草の図鑑『松山本草』の中に、「茄子　ナスビ」の絵があり、丸なすの姿が描かれている。
大和丸なすは、古くからの産地である大和郡山市、奈良市、斑鳩町などで、良い木を見極め、代々自家採種で選抜を繰り返して栽培され続けてきた。2008年（平成20年）3月28日には、奈良県から大和の伝統野菜として「大和野菜」に認定された。

## 特徴
- 艶やかで張りのある皮には、透明感のある美しい光沢があり、へたの際まで濃い黒紫色。見栄え第一といわれるナスの中でも特に美しく、「黒紫の宝石」と称される[2]。
- 直径約10cmのまん丸い形状で、へたに太く鋭い刺のあるのが特徴である。
- ハウス栽培は3月末4月初旬から7月まで、露地物は6月から10月まで収穫が続く。
- 一般的な夏秋ナスは1株から150個ほどの実が穫れるといわれているが、大和丸なすの場合は、1株から30個程度である[3]。
- 肉質はきめが細かく、よくしまり、煮くずれしにくい。
- 煮ても焼いても、歯ごたえのよいしっかりとした食感があり、しかもジューシーで、えぐ味の少ない独特の風味がある。
- おもな成分は水分が約93%。その他食物繊維やカリウムなど。ナスの特色でもある「茄子紺」は色素アントシアニンの一種ナスニンによるものである[4]。

## 産地

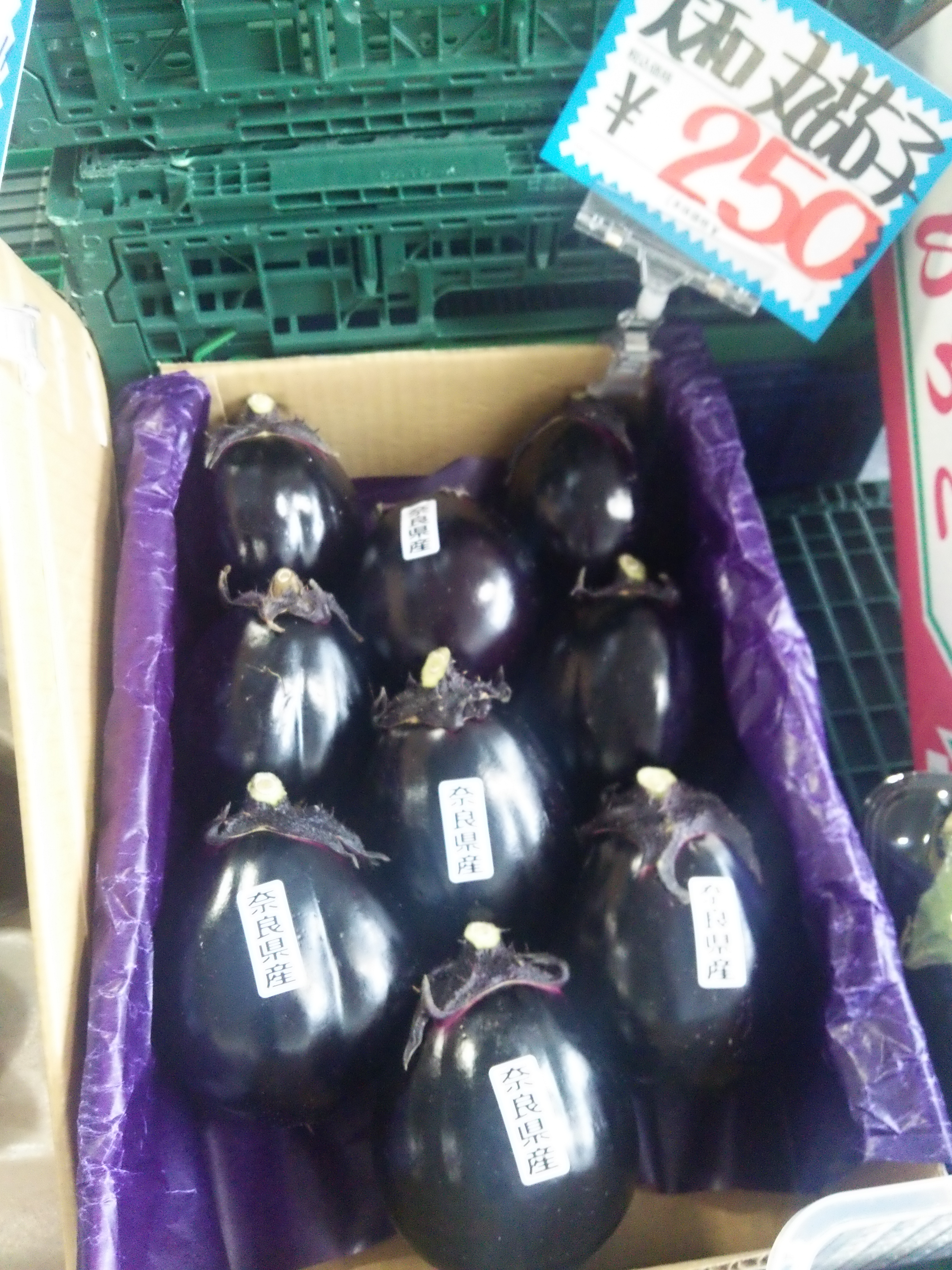
店頭に並ぶ「大和丸なす」

奈良県大和郡山市の平和・矢田・筒井地区、生駒郡斑鳩町竜田、奈良市大柳生などで生産され、主に京阪神や首都圏に高級食材として出荷される。奈良県内の小売店でも販売されている。大和伝統野菜の中では販売額の大きい物のひとつである。
奈良県内をはじめ、東京、大阪、京都などの料亭や旅館、ホテルなどで高い評価を得ている。

## 利用法
田楽はもちろん、煮物や揚げ物、天ぷら、揚げ出しなどの料理に使えるほか、濃厚な料理に合うので、和・洋・中と幅広く活用できる。煮たり焼いたりしても型崩れしない。油との相性も良く、油を吸いすぎてべとつくことがない。

## その他
- へたにある刺は鮮度のよい証拠だが、取扱いには注意が必要である。
- 同じ丸ナスでも京都の賀茂なすとは色つや、食感とも全く違う。賀茂なすと混同されないよう、生産農家では収穫時に果柄を斜め切りにして出荷している。